# Фінал кубка Футбольної ліги 1984
У фіналі кубка Футбольної ліги вперше грали дві ліверпульські команди. 120 хвилин ігрового часу на «Вемблі» не виявили переможця, а в додатковому матчі все вирішив єдиний гол Грема Сунесса.

## Претенденти
Трофеї «Евертона»:
- Чемпіонат Англії (7): 1891, 1915, 1928, 1932, 1939, 1963, 1970.
- Кубок Англії (3): 1906, 1933, 1966.
- Суперкубок Англії (4): 1928, 1932, 1963, 1970.

Чемпіон світу 1966 року в складі національної збірної: Рей Вілсон.
Найбільше матчів у Футбольній лізі провели: Тед Сейгар (463), Браян Лебоун (451), Петер Фаррелл (421), Джек Тейлор (400), Діксі Дін (399), Томмі Елінгтон (394), Мік Лайонс (389), Томмі Джонс (383), Веллі Філдінг (380), Джон Герст (349).
Кращі бомбардири команди в першому дивізіоні: Діксі Дін (310), Алекс Янг (110), Боб Летчфорд (106), Джо Ройл (102), Рой Вернон (101), Едгар Чедвік (97), Альф Мілворд (85), Джиммі Сеттл (84), Алекс Стевенсон (82), Фред Гірі (78).
Кращі бомбардири у Футбольній лізі: Діксі Дін (349), Алекс Янг (110), Боб Летчфорд (106), Джо Ройл (102), Рой Вернон (101).
Найвлучніші голеадори окремих сезонів у першому дивізіоні Евертон: Джек Саутворт (1894, 27 голів), Джиммі Сеттл (1902, 18), Алекс Янг (1907, 28), Берт Фріман (1909, 38), Боббі Паркер (1915, 35), Вілф Чедвік (1924, 28), Діксі Дін (1928, 60), Діксі Дін (1932, 44), Томмі Лоутон (1938, 38), Томмі Лоутон (1939, 35) і Боб Летчфорд (1978, 30).
Трофеї «Ліверпуля»:
- Кубок європейських чемпіонів (3): 1977, 1978, 1981
- Кубок УЄФА (2): 1973, 1976
- Суперкубок Європи (1): 1977
- Чемпіонат Англії (14): 1901, 1906, 1922, 1923, 1947, 1964, 1966, 1973, 1976, 1977, 1979, 1980, 1982, 1983
- Кубок Англії (2): 1965, 1974
- Кубок Футбольної ліги (3): 1981, 1982, 1983
- Суперкубок Англії (9): 1964, 1965, 1966, 1974, 1976, 1977, 1979, 1980, 1982

Чемпіони світу 1966 року в складі національної збірної: Джеррі Берн, Іан Каллаган і Роджер Гант.
Найбільше матчів у Футбольній лізі провели: Іан Каллаган (640), Біллі Лідделл (492), Емлін Г'юз (474), Рей Клеменс (470), Томмі Сміт (467), Ілайша Скотт (430), Кріс Лоулер (406), Роджер Гант (404), Дональд Мак-Кінлі (393), Артур Годдард (387).
Кращі бомбардири команди в першому дивізіоні: Гордон Ходжсон (233), Роджер Гант (168), Гаррі Чамберс (135), Дік Форшоу (116), Джек Паркінсон (104), Сем Рейбоулд (100), Біллі Лідделл (97), Кенні Далгліш (96), Джек Балмер (94), Іан Сент Джон (77),  (77).
Кращі бомбардири у Футбольній лізі: Роджер Гант (245), Гордон Ходжсон (233), Біллі Лідделл (215), Гаррі Чамберс (135), Джек Паркінсон (123).
Найвлучніші голеадори окремих сезонів у першому дивізіоні: Сем Рейбоулд (1903, 31 гол) і Джек Паркінсон (1910, 30).

## Фінал
| 25 березня 1984 15:00 |

| «Ліверпуль» | 0–0  | «Евертон» |
| ----------- | ---- | --------- |
|             | звіт |           |

| «Вемблі», Лондон Глядачів: 100,000 Арбітр: Алан Робінсон |

|           |    |                |  |     |
|           |    |                |  |     |
| GK        | 1  | Брюс Гроббелар |  |     |
| RB        | 2  | Філ Ніл        |  |     |
| LB        | 3  | Алан Кеннеді   |  |     |
| CB        | 4  | Марк Лоуренсон |  |     |
| LM        | 5  | Ронні Велан    |  |     |
| CB        | 6  | Алан Гансен    |  |     |
| CF        | 7  | Кенні Далгліш  |  |     |
| RM        | 8  | Семмі Лі       |  |     |
| CF        | 9  | Іан Раш        |  |     |
| CM        | 10 | Крейг Джонстон |  | 91' |
| CM        | 11 | Грем Сунесс    |  |     |
| Заміна:   |    |                |  |     |
| FW        | 12 | Майкл Робінсон |  | 91' |
| Тренер:   |    |                |  |     |
| Джо Феган |    |                |  |     |

|                |    |                 |  |                  |
|                |    |                 |  |                  |
| GK             | 1  | Невілл Саутолл  |  |                  |
| RB             | 2  | Гері Стівенс    |  |                  |
| LB             | 3  | Джон Бейлі      |  |                  |
| CB             | 4  | Кевін Раткліфф  |  |                  |
| CB             | 5  | Дерек Маунтфілд |  |                  |
| CM             | 6  | Пітер Рід       |  |                  |
| RM             | 7  | Алан Ірвін      |  |                  |
| CF             | 8  | Едріан Гіт      |  |                  |
| CF             | 9  | Грем Шарп       |  |                  |
| CM             | 10 | Кевін Річардсон |  |                  |
| LM             | 11 | Кевін Шиді      |  | Замінений        |
| Заміна:        |    |                 |  |                  |
| MF             |    | Алан Харпер     |  | Вийшов на заміну |
| Тренер:        |    |                 |  |                  |
| Говард Кендалл |    |                 |  |                  |

| Регламент - 90 хвилин основного часу. - 30 хвилин додаткового часу. - При нічийному результаті — додатковий матч. - Одна заміна. |

## Додатковий матч
| 28 березня 1984 19:30 |

| «Ліверпуль» | 1–0  | «Евертон» |
| ----------- | ---- | --------- |
| Сунесс 21'  | звіт |           |

| «Мейн Роуд» , Манчестер Глядачів: 52,089 Арбітр: Алан Робінсон |

|           |    |                |  |
|           |    |                |  |
| GK        | 1  | Брюс Гроббелар |  |
| RB        | 2  | Філ Ніл        |  |
| LB        | 3  | Алан Кеннеді   |  |
| CB        | 4  | Марк Лоуренсон |  |
| LM        | 5  | Ронні Велан    |  |
| CB        | 6  | Алан Гансен    |  |
| CF        | 7  | Кенні Далгліш  |  |
| RM        | 8  | Семмі Лі       |  |
| CF        | 9  | Іан Раш        |  |
| CM        | 10 | Крейг Джонстон |  |
| CM        | 11 | Грем Сунесс    |  |
| Запас:    |    |                |  |
| FW        | 12 | Майкл Робінсон |  |
| Тренер:   |    |                |  |
| Джо Феган |    |                |  |

|                |    |                 |  |                  |
|                |    |                 |  |                  |
| GK             | 1  | Невілл Саутолл  |  |                  |
| RB             | 2  | Гері Стівенс    |  |                  |
| LB             | 3  | Джон Бейлі      |  |                  |
| CB             | 4  | Кевін Раткліфф  |  |                  |
| CB             | 5  | Дерек Маунтфілд |  |                  |
| CM             | 6  | Пітер Рід       |  |                  |
| RM             | 7  | Алан Ірвін      |  | Замінений        |
| CF             | 8  | Едріан Гіт      |  |                  |
| CF             | 9  | Грем Шарп       |  |                  |
| CM             | 10 | Кевін Річардсон |  |                  |
| LM             | 11 | Алан Харпер     |  |                  |
| Заміна:        |    |                 |  |                  |
| MF             |    | Енді Кінг       |  | Вийшов на заміну |
| Тренер:        |    |                 |  |                  |
| Говард Кендалл |    |                 |  |                  |

| Регламент - 90 хвилин основного часу. - 30 хвилин додаткового часу. - Одна заміна. |